# Yaxcabá
Yaxcabá là một đô thị thuộc bang Yucatán, México. Năm 2005, dân số của đô thị này là 13909 người.